# The Inmates
The Inmates est un groupe de garage rock et de pub rock, originaire du Royaume-Uni, formé par Bill Hurley, après la dissolution de The Flying Tigers, en 1977.

## Histoire
Au début des années 1980, The Inmates a un succès international, avec la reprise du titre Dirty Water, de The Standells, qui devient numéro 51 aux États-Unis en janvier 1980. C'est ce titre qui l'amène à enregistrer son premier album.
Une nouvelle reprise, The Walk, de Jimmy McCracklin, lui vaut d'entrer dans le Top 40 anglais,.
En 1981, le chanteur Bill Hurley tombe malade et est remplacé, provisoirement, par Barrie Masters, issu du groupe, fraîchement splitté, Eddie and the Hot Rods, qui enregistre et tourne jusqu'à ce qu'il décide de recréer Eddie and the Hot Rods. Hurley s'étant remis, il reprend sa place de leader du groupe.
En 1987, The Inmates enregistre Meet The Beatles, un live de reprises des Beatles. Cet album est réédité en CD avec, en bonus, une version live de Dirty Water.
Un des titres des Inmates, So Much in Love, écrit par Mick Jagger et Keith Richards, a été repris par The Lonely Boys, dans le courant des années 1990.
En 2013, The Inmates est toujours actif. Il tourne spécialement en Europe.
Plus de trente ans après sa création, il y a encore quatre des membres originaux qui continuent à écrire et à faire des reprises.

## Composition

### Membres actuels
- Bill Hurley - chant
- Peter Gunn - guitare
- Tony Oliver - guitare
- Ben Donnelly - basse
- Eddie Edwards - batterie[3]

### Anciens membres
- Jim Russell - batterie
- Paul Turner - batterie
- Barrie Masters - chant

## Discographie
- First Offence (1979) US #40[2]
- Shot In The Dark (1980)
- Heatwave In Alaska (1981)
- True Live Stories (1984)
- Five (1985)
- Meet The Beatles (1988)[7]
- Fast Forward (1989)
- Inside Out (1991)
- Wanted (1993)
- Silverio (1997)
- Heat Of The Night (Live) (1998)
- Back in History (Live) (1980)[9]